# Анн Бріян
Анн Бріян (фр. Anne Briand) — французька біатлоністка, олімпійська чемпіонка.
Анн Бріян здобула золоту олімпійську  медаль і звання олімпійської чемпіонки на Альбервільській олімпіаді, коли жіночий біатлон уперше з'явився в олімпійській програмі, у складі естафетної команди Франції. Бріян виборола золотий кришталевий глобус переможниці Кубка світу в загальному заліку 1995 року. В тому ж році вона здобула золоту медаль чемпіонки світу. 